# Jacques Goossens-Bara
Jacques Goossens-Bara (Brussel, 1 mei 1928) is een Belgisch functionalistisch architect die zich in de jaren 1970 op de stadsrenovatie richtte.
Als student aan de academie van Brussel (in 1952 afgestudeerd) werkte hij samen met zijn leraar Henry Lacoste aan de opbouw van de maquette van Rome in het Jubelparkmuseum (1949). Zijn eerste bouwwerk werd bekroond met de Architectuurprijs van de Ven in 1955. Op Expo 58 bouwde hij het paviljoen van het Internationale Rode Kruis en het paviljoen van het Transport (i.s.m. Robert Courtois, Henri Montois e.a.), dat de Reynolds Memorial Award van het American Institute of Architects in de wacht sleepte.